# Bauhaus-Universität Weimar

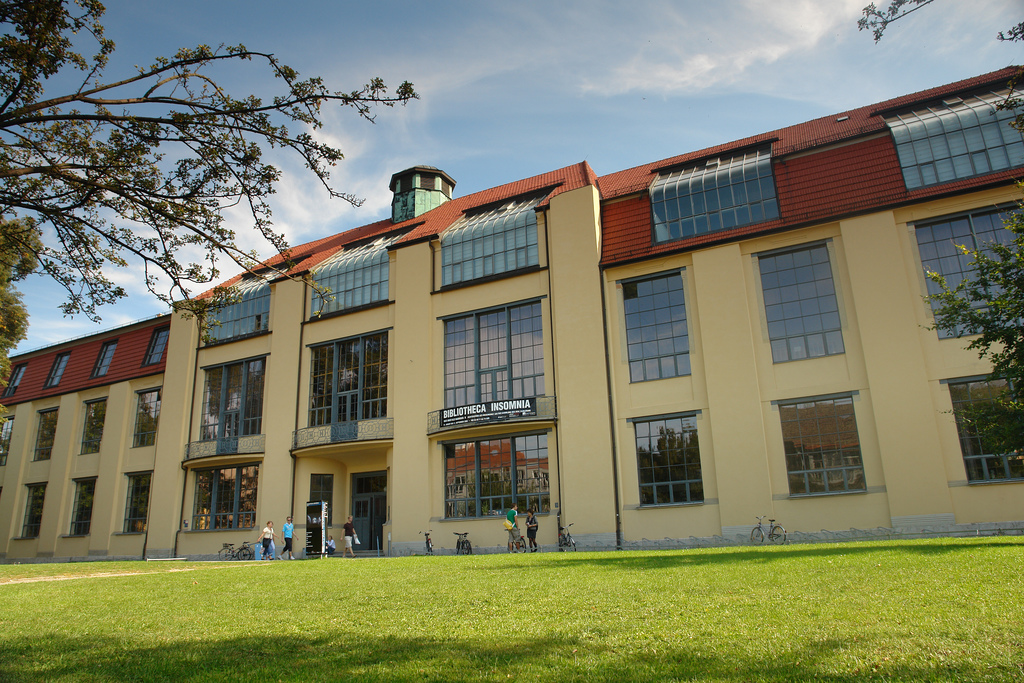
Das Hauptgebäude der Bauhaus-Universität Weimar; 1904–1911 nach den Entwürfen von Henry van de Velde errichtetes Ateliergebäude der Großherzoglich-Sächsischen Hochschule für bildende Kunst, seit 1996 UNESCO-Welterbestätte in Weimar in der Geschwister-Scholl-Straße 8

Die Bauhaus-Universität Weimar ist eine auf gestalterische und technische Bereiche spezialisierte Universität in Weimar, deren Ursprünge auf die 1860 gegründete Großherzoglich-Sächsische Kunstschule und auf das 1919 gegründete Staatliche Bauhaus zurückgehen. Diese Institution erlangte am 3. Juni 1910 den Rang einer Hochschule und erhielt 1996 ihren heutigen Namen. Sie ist eine von vier Universitäten im Freistaat Thüringen. Es sind mehr als 4000 Studenten immatrikuliert, wobei der Anteil an ausländischen Studenten über dem bundesweiten Durchschnitt bei ca. 27 % liegt.

## Bildungsstandort Weimar
Die Kunsterziehung und die Vermittlung von Fähigkeiten und Kenntnissen im künstlerischen, kunsthandwerklichen und musischen Bereich, sowie in der Baukunst, hatten in Weimar eine längere Tradition.
Im Jahr 1776 wurde die Fürstliche freie Zeichenschule Weimar gegründet, die erst 1860 nach der Eröffnung der Großherzoglich-Sächsischen Kunstschule an Bedeutung verlor und im Jahr 1930 ersatzlos aufgehoben wurde.
Die ergänzend zu dieser Zeichenschule im Jahr 1829 von Clemens Wenzeslaus Coudray als Abend- und Sonntagsschule eingerichtete Freie Gewerkenschule (später Großherzoglich-Sächsische Baugewerkenschule beziehungsweise Staatliche Bauschule) ging 1926 in der Gothaer Bauschule auf.
Aus der 1872 eröffneten Orchesterschule ging die heutige Hochschule für Musik Franz Liszt Weimar hervor.

## Geschichte der Hochschule

### Kunstschule und Kunstgewerbeschule

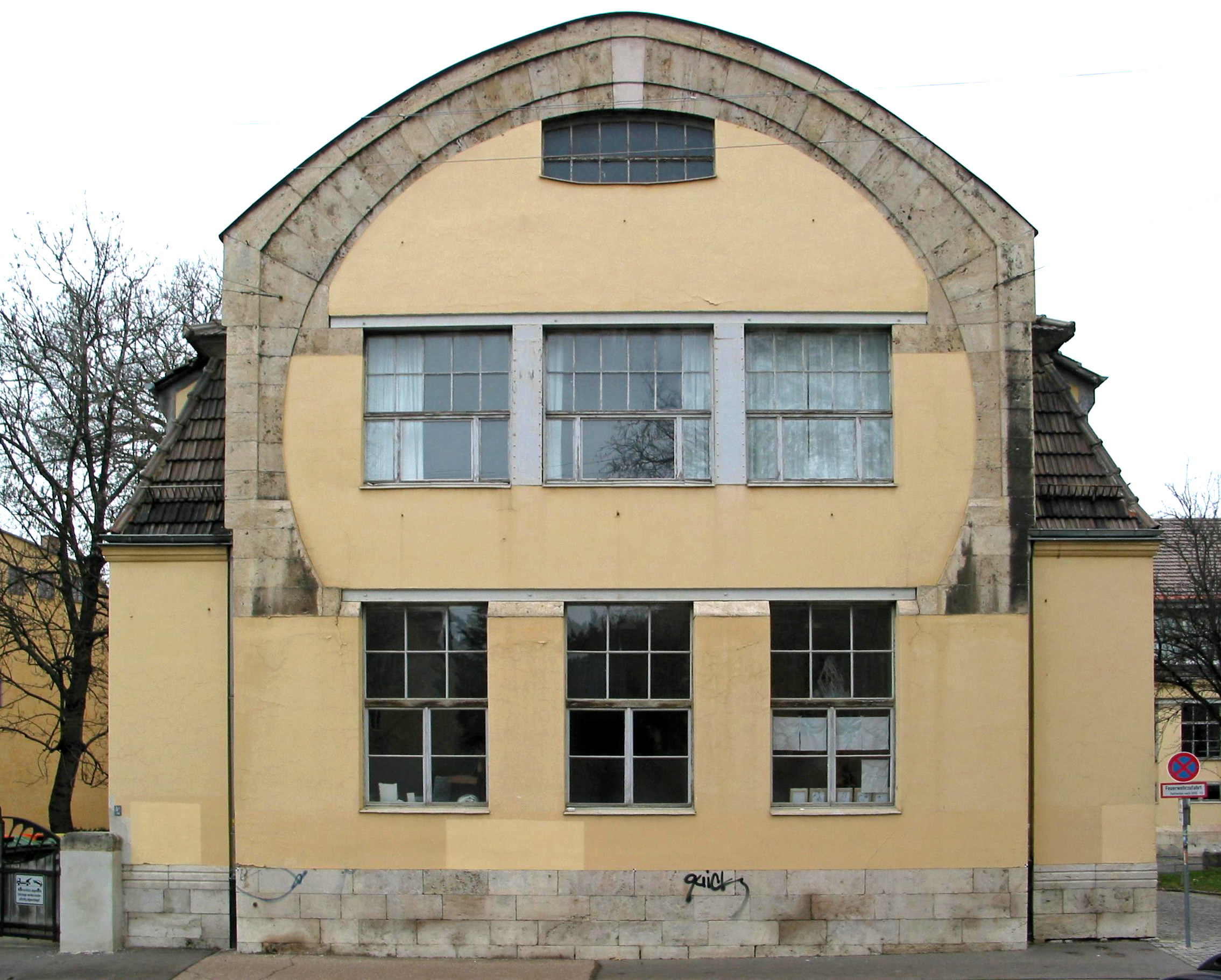
Das Hufeisen (Südgiebel) der 1905–1906 von Henry van de Velde entworfenen Kunstgewerbeschule

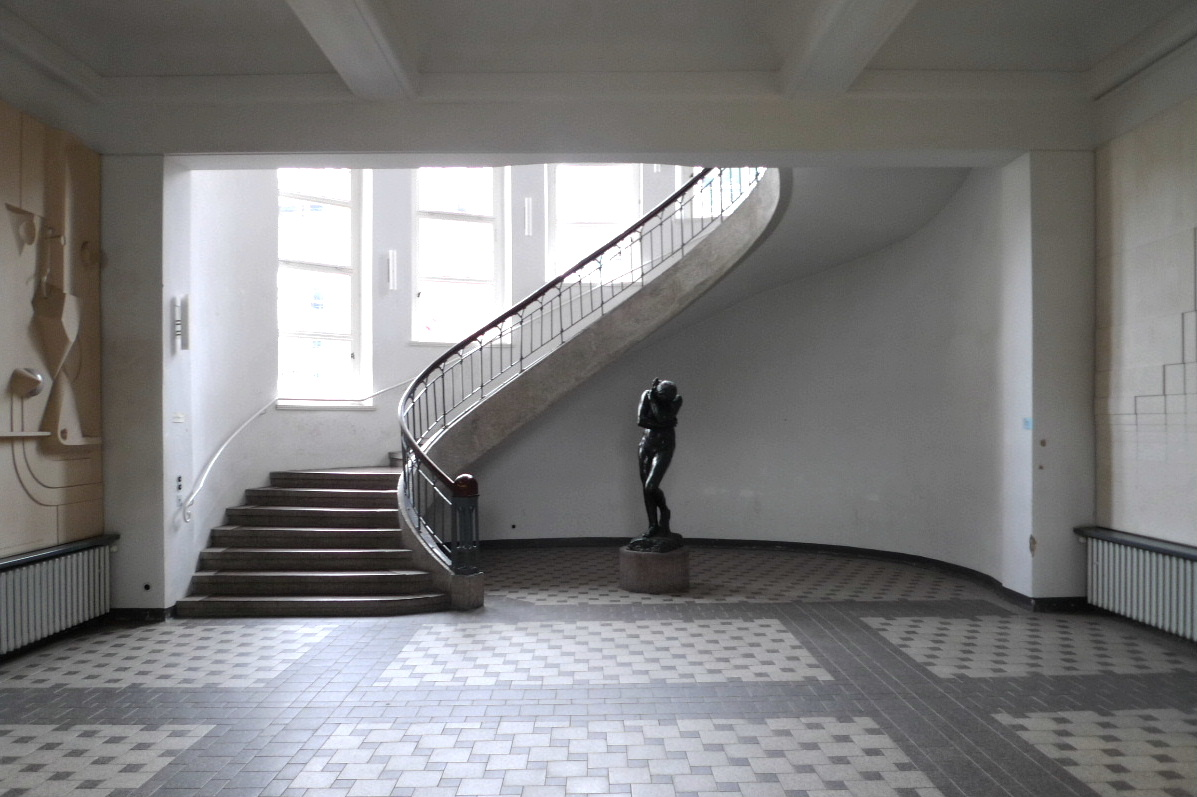
Foyer des früheren Kunstschulgebäudes mit freischwingender Jugendstiltreppe und Auguste Rodins „Eva“ im Zentrum, heute Hauptgebäude der Bauhaus-Universität Weimar

Die Universität geht zum einen auf die 1860 durch Großherzog Carl Alexander (Sachsen-Weimar-Eisenach) in Weimar gegründete Großherzoglich-Sächsische Kunstschule zurück, die 1902 in eine staatliche Institution umgewandelt wurde, jedoch dem Großherzoglichen Hause eng verbunden blieb. Lehrgebiete waren u. a. in Landschafts-, Historien-, Figuren- und Tiermalerei und auch Plastikenfertigung. Die Kunstschule vereinte zuletzt die Weimarer Malerschule und die 1905 gegründete Weimarer Bildhauerschule, die im „kooperierenden Verhältnis von hoher und angewandter Kunst“:S. 67 in das Schulgefüge zwar integriert, aber separat verwaltet wurde. Die Institution wurde schließlich 1910 zur Großherzoglich-Sächsischen Hochschule für bildende Kunst erhöht. Zum anderen findet die Universität ihre Anfänge in der von 1907 bis 1915 bestehenden Großherzoglich-Sächsischen Kunstgewerbeschule. Beide Schulen verliehen ein Teilnahme- bzw. Abgangszeugnis.
Bekannte Künstler und Lehrende und Schüler dieser Zeit befinden sich unter den Einträgen der jeweiligen Schulen.
Direktoren der Malerschule
- 1860 Stanislaus Graf von Kalckreuth, Maler
- 1876 Theodor Hagen, Maler
- 1882 Albert Brendel, Maler
- 1885 Emil Graf von Schlitz genannt von Görtz, Bildhauer
- 1902 Hans Olde, Maler
- 1910 Fritz Mackensen, Maler
- 1916 kommissarische Leitung
- 1919 Eingliederung ins Bauhaus

Leiter der Bildhauerschule
- 1905 Adolf Brütt, Bildhauer
- 1910 Gottlieb Elster, Bildhauer
- 1913 Richard Engelmann, Bildhauer
- 1919 Eingliederung ins Bauhaus

Direktor der Kunstgewerbeschule
- 1907–1915 Henry van de Velde, Architekt und Designer
- diskutierter Nachfolgekandidat Walter Gropius

### Bauhaus

Das Bauhaus-Signet

Die Schulen wurden 1919 durch Walter Gropius zum Staatlichen Bauhaus Weimar vereinigt. Eine Kunstschule neuen Typs, Vorreiter der Moderne, deren Titel heute die Universität bezeichnet, entstand. 1923 fasste Gropius seine Idee in der radikalen Formel „Kunst und Technik – eine neue Einheit“:S. 12 zusammen. Sein auf „Zusammenarbeit mit der Industrie ausgerichtetes Konzept“:S. 77 stieß auf Ablehnung, nicht zuletzt, weil er „von Anfang an fest entschlossen [war], einer neuen, auf die Architektur ausgerichteten Kunst gegen alle Widerstände den Weg zu ebnen“:S. 81.
Die sich anbahnende Gleichstellung von Professoren und Werkstattleitern und unüberbrückbare Differenzen hatten zur Folge, dass sich „eine von der Architektur losgelöste, autonome und zweckfreie Kunst am Bauhaus nicht entwickeln“:S. 83 konnte. Daher wurde 1921 die Staatliche Hochschule für bildende Kunst eingerichtet, an der sich akademisch-traditionell arbeitende Meister wie Richard Engelmann, Max Thedy, Walther Klemm, Alexander Olbricht und Hugo Gugg (Lehrer von Hedwig Holtz-Sommer) wiederfanden. Das Bauhaus existierte nur bis Frühjahr 1925 in Weimar und zog aus politischen Gründen nach Dessau um. Dort begann für das Bauhaus als Hochschule für Gestaltung eine neue bedeutende Entwicklungsetappe.
Zu den bekannten Künstlern und Lehrenden dieser Zeit gehören auch Karl Peter Röhl und Ludwig Hilberseimer. Bekannte Schüler sind Ernst Neufert und Ludwig Hirschfeld-Mack.

#### Direktor
- 1919–1925 Walter Gropius, Architekt

### Staatliche Bauhochschule Weimar
Als Nachfolgeeinrichtung des Bauhauses galt 1926 die Staatliche Hochschule für Handwerk und Baukunst, kurz genannt Bauhochschule, der erstmals, da die Staatliche Bauschule nach Gotha umgezogen war, die Realisierung einer regulären eigenen Architektenausbildung in Form eines Aufbaustudiums, ganz im Sinne van de Veldes und Gropius’ gelang. Die Bauhochschule knüpfte damit an die Idee des Bauhauses an, bot aber im Gegensatz zu diesem, eine starke Praxisorientierung. Das entsprach dem „Gedanken einer baubezogenen produktiven Werkgemeinschaft“, der eine der Grundlagen dieser Nachfolgeinstitution bildete. Das Experimentelle und Innovative des Bauhauses geriet etwas in den Hintergrund. 1929 verzeichnet die Bauhochschule 88 Studierende.:S. 10–12 Als Abschluss wurde ein Diplom in der Bauabteilung und der Titel Geselle bzw. Meister im handwerklichen Bereich vergeben.
Bekannte Künstler und Lehrende dieser Zeit sind: Ernst Neufert, Ludwig Hirschfeld-Mack, Cornelis van Eesteren, Otto Lindig (Lehrer von Walburga Külz), Wilhelm Wagenfeld.

#### Direktor
- 1925–1930 Otto Bartning, Architekt und Architekturtheoretiker

### Hochschule für Baukunst, bildende Künste und Handwerk
Ein weiteres Hemmnis in der Entwicklung der Hochschule bedeutete 1930 die Einsetzung Paul Schultze-Naumburgs als neuer Direktor durch die in der Thüringischen Landesregierung an die Macht gekommenen Nationalsozialisten. Unter dem Staatsminister für Inneres und Volksbildung Wilhelm Frick wurde der größte Teil des Lehrkörpers der Bauhochschule entlassen und eine dreigliedrige Hochschule geschaffen. Diese Staatlichen Hochschulen für Baukunst, bildende Künste und Handwerk wirkte im Sinne der nationalsozialistischen Kulturpolitik zur Etablierung einer „Deutschen Kunst“ der bisherigen Ausrichtung auf die Moderne entgegen.
Paul Schultze-Naumburg lehnte jegliche Phänomene einer industriellen Großstadtgesellschaft ab. Die neue Architektur sollte Gemütlichkeit verbreiten. Die deutschen Regionalstile, die heimatverbundenen Bauformen sollten beibehalten werden, um der Bevölkerung Bewusstsein und Orientierungshilfe zu geben, die angesichts der beschleunigten gesellschaftlichen und kulturellen Umwälzungen als notwendig erachtet wurde.:S. 41 Als Abschluss wurde der Titel Diplom-Architekt, ein einfaches Zeugnis für Künstler und der Titel Geselle bzw. Meister im handwerklichen Bereich vergeben.
Bekannte Künstler und Lehrende dieser Zeit sind Hermann Giesler, Hans Seytter (u. a. Stiftskirche (Stuttgart)), Walther Klemm, Alexander Olbricht, Hugo Gugg, Jürgen Wegener und Willem Bäumer.

#### Direktor
- 1930–1939 Paul Schultze-Naumburg, Architekt und Kunsttheoretiker

### Staatliche Hochschule für Baukunst und bildende Künste
1942 erreichte die Einrichtung den Status einer Hochschule. Die Handwerksschule war bereits herausgelöst worden. Sie nannte sich nun Staatliche Hochschule für Baukunst und bildende Künste. Nach dem Zweiten Weltkrieg wurde die Hochschule durch Einwirkung der SMA-Thüringen im Sinne einer antifaschistisch-demokratischen Neuordnung neu strukturiert und am 24. August 1946 wiedereröffnet. Seit 1946 leitete sie als Direktor der Architekt Hermann Henselmann, der bemüht war, die Hochschule auf den Wiederaufbau zu orientieren und auch an das Bauhaus anzuknüpfen. Es wurden Namensänderungen vorgeschlagen; etwa „Das Bauhaus – Hochschule für Baukunst und das gestaltende Hand- und Maschinenwerk“.:S. 205
Dozent an der Schule war u. a. Heinz Tetzner, Student Carl Ihrke.
Es gab die am 1. Dezember 1947 als eigenständige Struktureinheit der Hochschule für Baukunst und Bildende Künste Weimar eröffnete Lehmbauschule des Landes Thüringen in den Räumlichkeiten des ab 1957 bestehenden Deutschen Bienenmuseums in Oberweimar. Die Einrichtung führte zeitweise den Namen Landeslehrstelle für Naturbauweise. Die Fachwerkbauweise mit Lehmbindern hatte in Weimar Tradition. Die bedeutsamsten Äußerungen dieser Einrichtung sind die Neubauernhöfe Rainer-Maria-Rilke-Straße 46 von 1946 und die Siedlung Neuehringsdorf. Der Lehmbau wird auch noch heute an der Bauhaus-Universität Weimar gelehrt.

#### Direktoren
- 1940: kommissarischer Leiter Rudolf Rogler
- 1942: Gerhard Offenberg (1897–1987), Architekt (u. a. Wiederaufbauplanung Nordhausen)
- 1946: Hermann Henselmann, Architekt
- 1950: kommissarischer Leiter Friedrich August Finger (1885–1961), Bau- und Baustoffingenieur (u. a. Bauleiter bei der Bagdadbahn)

### Hochschule für Architektur und Bauwesen
Mit der Gründung der DDR und der Umstrukturierung im Hochschulwesen kam es 1951 zu strukturellen Wandlungen: Die bis dahin vom Bildhauer Siegfried Tschierschky geleitete Abteilung „Bildende Kunst“ wurde aufgelöst, die neue Hochschule für Architektur dem „Ministerium für Aufbau“ unterstellt und der Ausbau als eine technische Hochschule des Bauens vorangetrieben.
1954 erhielt die um die Fakultät „Bauingenieurwesen“ sowie die Fakultät „Baustoffkunde und Baustofftechnologie“ erweiterte Hochschule eine Rektoratsverfassung. Als erster Rektor der neuen Hochschule für Architektur und Bauwesen Weimar (HAB) wurde der Architekt Otto Englberger ernannt, der als Professor für „Wohn- und Gesellschaftsbau“ die Hochschule bereits seit 1951 kommissarisch leitete. Die Weimarer Hochschule entwickelte sich in den folgenden Jahrzehnten zu einer bedeutenden Bildungseinrichtung des Bauens in der DDR mit Wirkung in Ost- und Westdeutschland. Es gab eine Arbeiter- und Bauernfakultät.
Eingebunden in das Staatswesen der DDR wurden Forschung und Lehre stark auf aktuelle bautechnologische Aufgaben ausgerichtet und in vielem reglementiert. Die dritte Hochschulreform 1968/1969 bedeutete eine Modernisierung und einen Umbau der Hochschulstruktur nach den Prinzipien der Wirtschaftsleitung. Sektionen traten an die Stelle von Fakultäten. So wurde u. a. der Hochschulrahmen um die „Sektion Rechentechnik und Datenverarbeitung“ erweitert. Einen wichtigen Impuls gab seit 1976 die an der HAB Weimar begonnene Bauhaus-Forschung und -Rezeption. Damit setzte eine positive Neubewertung des Erbes ein. Über die Forschung verbreiterten sich die Kontakte auch in die Bundesrepublik.
Für das seit 1951 für Studenten aller Fachrichtungen in der DDR obligate, mehrjährige marxistisch-leninistische Grundlagenstudium, später auch für die laufende Schulung der wissenschaftlichen Mitarbeiter, Dozenten und Professoren, gab es an der HAB bis 1990 ein Institut für Marxismus-Leninismus.
Bekannte Künstler und Lehrende dieser Zeit sind Walther Klemm und Anita Bach (1927–2021, erste Architekturprofessorin der DDR).

#### Rektoren
- 1954 Otto Englberger (1905–1977), Architekt (u. a. Mietshäuser am heutigen Buchenwaldplatz Weimar und heutige Franzbergschule Sondershausen)[24]
- 1957 Gustav Batereau (1908–1974), Stahlbauingenieur und Statiker (u. a. Großkokerei in Lauchhammer)
- 1963 Horst Matzke, Physiker und Mathematiker
- 1968 Armin Petzold, Bauingenieur
- 1970 Karl-Albert Fuchs, Bauingenieur (Vizepräsident der Deutschen Bauakademie Berlin)
- 1983 Hans Glißmeyer (1936–2008), Bauingenieur
- 1989 Hans-Ulrich Mönnig (* 1943), Bauingenieur
- 1992 Gerhardt Burkhardt, amtierender Rektor (1937–2025), Bauingenieur
- 1992 Gerd Zimmermann (* 1946), Architekt und Architekturtheoretiker

#### Kanzler
- 1990 Heiko Schultz (* 1949), Bauingenieur

### Bauhaus-Universität Weimar
Mit der politischen Wende 1989 begann ein gravierender Prozess des Umbaus der Hochschule mit dem Ziel der Anpassung an die Freiheitliche demokratische Grundordnung und der Einfügung in die internationale Hochschullandschaft. In der Gesamtstruktur gab es mehrere Veränderungen, mit denen überflüssig gewordene Einrichtungen wegfielen. Das Neue zeigte sich besonders 1993, als die „Fakultät Gestaltung“ gegründet wurde, mit der die künstlerischen Disziplinen in den Verband der Hochschule zurückkehrten. Mit der 1996 gegründeten „Fakultät Medien“ konnte die Progressivität der Hochschule unterstrichen werden. Seit 1996 trägt die Hochschule den Namen „Bauhaus-Universität Weimar“.
Die Universität nahm an beiden Runden des Professorinnenprogramms erfolgreich teil; in der ersten Runde 2007 wurden daraus zwei Professorinnen gefördert. 2010 feierte die Bauhaus-Universität Weimar ihr 150-jähriges Bestehen als Kunstschule und Hochschule in Weimar. Im Jahr 2019 feierte die Universität, zusammen mit Partnern in aller Welt, das Jubiläum „100 Jahre Bauhaus“.
Bekannte Künstler und Lehrkräfte dieser Zeit sind Lucius Burckhardt, Werner Holzwarth und Wolfgang Ernst.

#### Präsidenten
- 2017 Winfried Speitkamp (* 1958), Historiker
- 2022 Jutta Emes, vorläufige Leiterin (* 1969), Wirtschaftswissenschaftlerin[28][29]
- 2023 Peter Benz (* 1971), Architekt[30]

#### Rektoren
- 1996 Gerd Zimmermann (* 1946), Architekt und Architekturtheoretiker
- 2001 Walter Bauer-Wabnegg (* 1954), Theologe, Sprach- und Literaturwissenschaftler
- 2004 Werner Bidlingmaier, amtierender Rektor (* 1946), Bauingenieur
- 2004 Gerd Zimmermann (* 1946), Architekt und Architekturtheoretiker
- 2011 Karl Beucke (* 1951), Bauingenieur

#### Kanzler
- 1990 Heiko Schultz (* 1949), Bauingenieur
- 2015 Horst Henrici (* 1969), Jurist

Im Dezember 1996 wurden das „Bauhaus und seine Stätten in Weimar und Dessau“ in die Welterbeliste der UNESCO aufgenommen. Zu den Weimarer Bauhausstätten gehört u. a. das Gebäudeensemble des Hauptgebäudes (ehemalige Großherzoglich-Sächsische Kunstschule Weimar) und des Van-de-Velde-Baus (ehemalige Großherzoglich-Sächsische Kunstgewerbeschule Weimar) der heutigen Bauhaus-Universität Weimar.

## Fakultäten
Aufbauend auf den ingenieurwissenschaftlichen und architekturorientierten Disziplinen hat die Universität ein breites Lehr- und Forschungsprofil entwickelt, das heute rund 40 Studiengänge umfasst. Der Begriff Bauhaus im Namen der Universität soll für Experimentierfreudigkeit, Offenheit, Kreativität, Nähe zur industriellen Praxis und Internationalität stehen.

### Architektur und Urbanistik

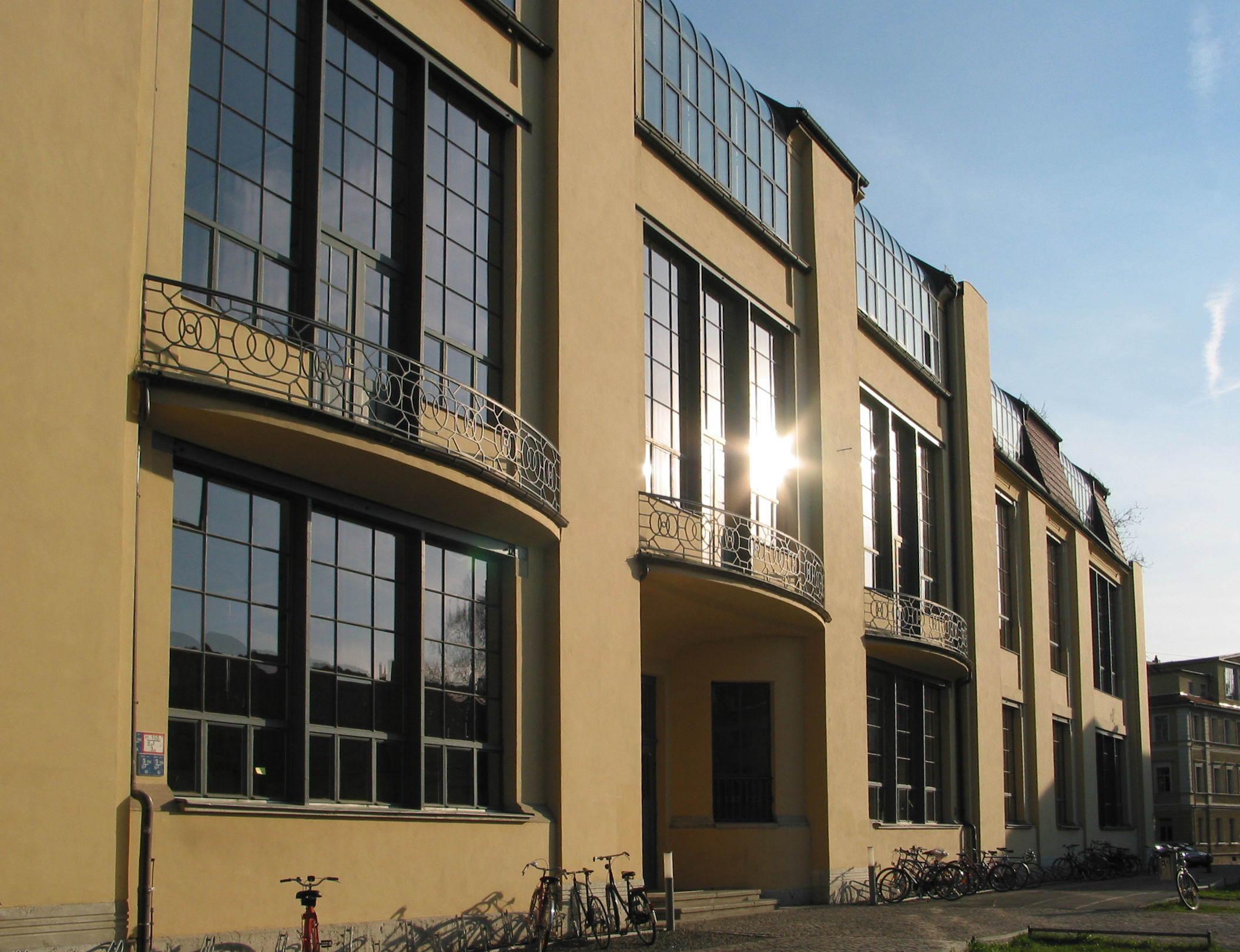
Die Fakultät Architektur und Urbanistik im Hauptgebäude der Bauhaus-Universität Weimar und Teil des UNESCO-Weltkulturerbes

Die Fakultät Architektur und Urbanistik versteht sich als universeller Denk- und Experimentierraum. Dabei erzeugt die enge Verbindung zwischen Architektur und Stadtplanung das besondere und zeitgemäße Profil.
Die Fakultät steht für eine universitär forschende und experimentelle Lehre, die im Entwerfen und Planen Schnittstellenkompetenzen künstlerischer und wissenschaftlicher Methoden vermittelt. Sie arbeitet derzeit mit 80 Partneruniversitäten zusammen und gilt als eine der einflussreichsten Architekturfakultäten Deutschlands.
An der Fakultät Architektur und Urbanistik sind derzeit 1155 Studierende (Stand: Wintersemester 2021/2022) eingeschrieben.
Studiengänge:
- Architektur (Bachelor und Master of Science)
- Urbanistik (Bachelor und Master of Science)

Internationale Studiengänge:
- MediaArchitecture (Master of Science) mit dem internationalen Studienprogramm „International Media Architecture Master Studies“ (IMAMS) in Kooperation mit der SUNY, University at Buffalo
- Integrated Urban Development and Design (Master of Science) mit den beiden internationalen Studienprogrammen „Advanced Urbanism“ und „Reflective Urban Practice“ (IDE)
- European Urban Studies (Master of Science)

Programme für Nachwuchswissenschaftler:
- IPP-EU – Internationales Promotionsprogramm „Europäische Urbanistik“
- Europäisches Promotionsprogramm „Urban Hist | 20th Century European Urbanism“
- DFG-Graduiertenkolleg „Identität und Erbe“
- Nachwuchsforschergruppe „Soziale Wohnraumversorgung in wachsenden Metropolen“

Die Fakultät Architektur und Urbanistik hat ihren Hauptsitz im Hauptgebäude, welches von Van de Velde entworfen wurde und zum UNESCO-Weltkulturerbe zählt. Hier befinden sich Seminar- und Atelierräume für Studierende der Fakultät.
Die Reflexion des Erbes prägt – auch jenseits des 100-jährigen Bauhaus-Jubiläums 2019 – Lehre und Forschung der drei Institute an der Fakultät:
- Institut für Europäische Urbanistik (IfEU)
- Bauhaus-Institut für Geschichte und Theorie der Architektur und Planung
- bauhaus.institut für experimentelle architektur (bauhaus.ifex).

Indem die Fakultät Raum, Stadt und Architektur unter veränderlichen gesellschaftlichen Randbedingungen erforscht, trägt sie zur zukunftsfähigen Gestaltung von Architektur, Stadt und Landschaft bei. In Ausstellungen und Symposien tritt sie in einen Austausch mit der Öffentlichkeit.

### Bau- und Umweltingenieurwissenschaften

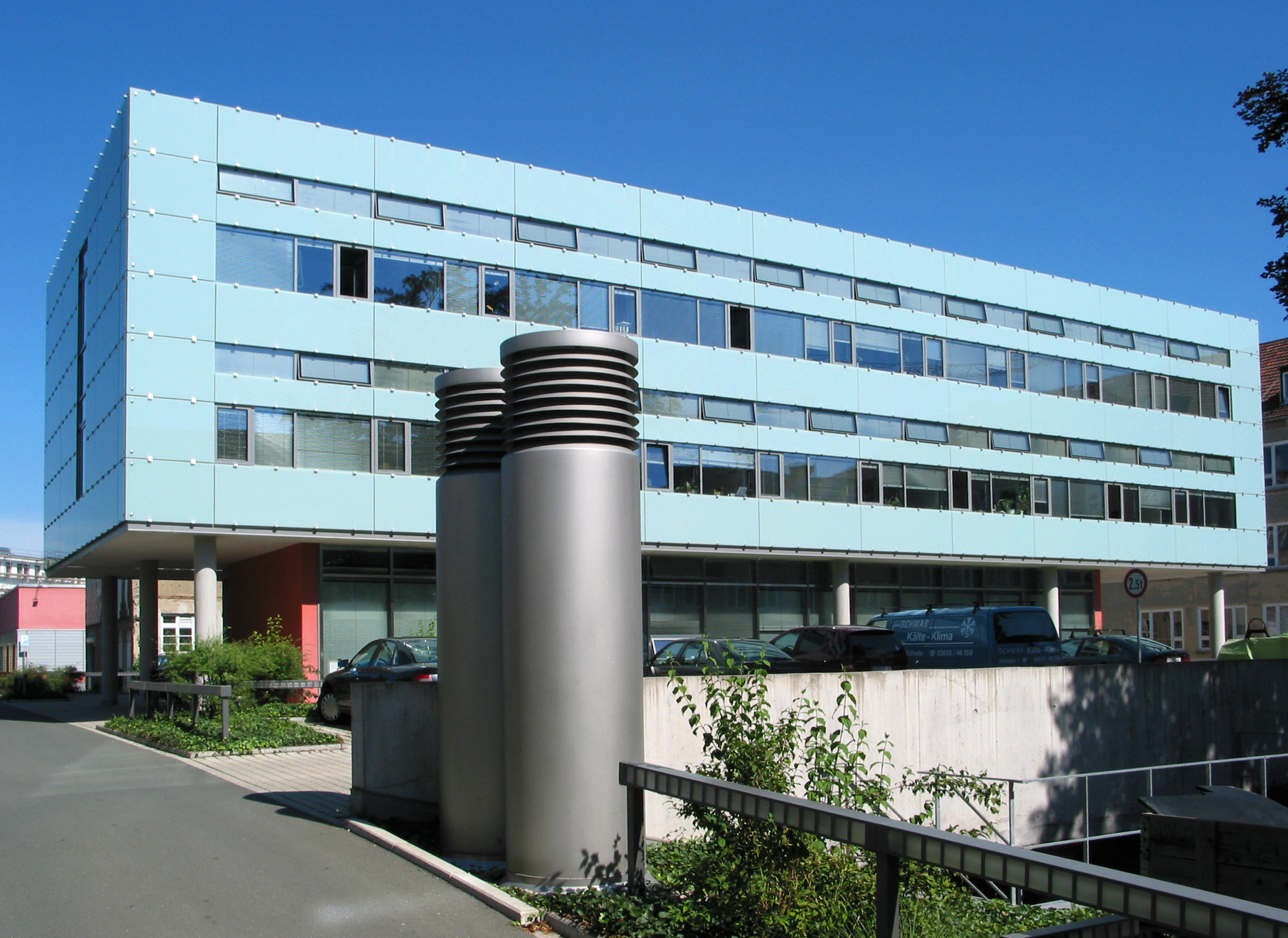
Der Neubau der Fakultät Bauingenieurwesen befindet sich in der Coudraystraße.

Gegründet im Jahr 1954, vereint die Fakultät Bauingenieurwesen heute die Disziplinen Naturwissenschaften und Informatik, Mechanik, Konstruktion, Material, Umwelt und Management unter einem Dach. Neben traditionellen und modernen ingenieurwissenschaftlichen Methoden schöpft die Fakultät dabei auch aus benachbarten Wissenschaftsgebieten wie Rechts-, Wirtschafts- und Sozialwissenschaften. Dadurch ist sie in der Lage, Verantwortung im gesamten Lebenszyklus der gebauten Umwelt zu übernehmen und an deren weiteren Entwicklung mitzuwirken.
Im Forschungsbereich ist die Fakultät vor allem auf zukunftsorientierte neue Technologien fokussiert, wie z. B. BIM. Im Zentrum der Lehre steht das Projektstudium. Das Forschungsprofil wird maßgeblich durch sechs Institute bestimmt:
- Bauhaus-Institut für zukunftsweisende Infrastruktursysteme (b.is)
- BuiltEnvironment-Management-Institute (B-M-I)
- F.A. Finger-Institut für Baustoffkunde (FIB)
- Institut für Bauinformatik, Mathematik und Bauphysik (IBMB)
- Institut für Konstruktiven Ingenieurbau (IKI)
- Institut für Strukturmechanik (ISM)

Studierende der Fakultät Bauingenieurwesen (inkl. des Studiengangs Digital Engineering): 998 (Stand: Wintersemester 2021/2022). Des Weiteren vertiefen 285 Personen ihre Kenntnisse in Angeboten der zentralen Weiterbildung.
Studiengänge:
- Bauingenieurwesen (Bachelor of Science)
- Bauingenieurwesen – Konstruktiver Ingenieurbau (Master of Science)
- Umweltingenieurwissenschaften (Bachelor und Master of Science)
- Management [Bau Immobilien Infrastruktur] (Bachelor und Master of Science)
- Baustoffingenieurwissenschaft (Master of Science)

Internationale Studiengänge:
- Natural Hazards and Risks in Structural Engineering (Master of Science)
- Digital Engineering (Master of Science), gemeinsam mit der Fakultät Medien

Berufsbegleitende Masterstudiengänge:
- Bauphysik und energetische Gebäudeoptimierung (Master of Science)
- Wasser und Umwelt (Master of Science)
- Methoden und Materialien zur nutzerorientierten Bausanierung (Master of Science)
- Projektmanagement [Bau] (Master of Science)
- Umweltingenieurwissenschaften (Master of Science)

### Kunst und Gestaltung

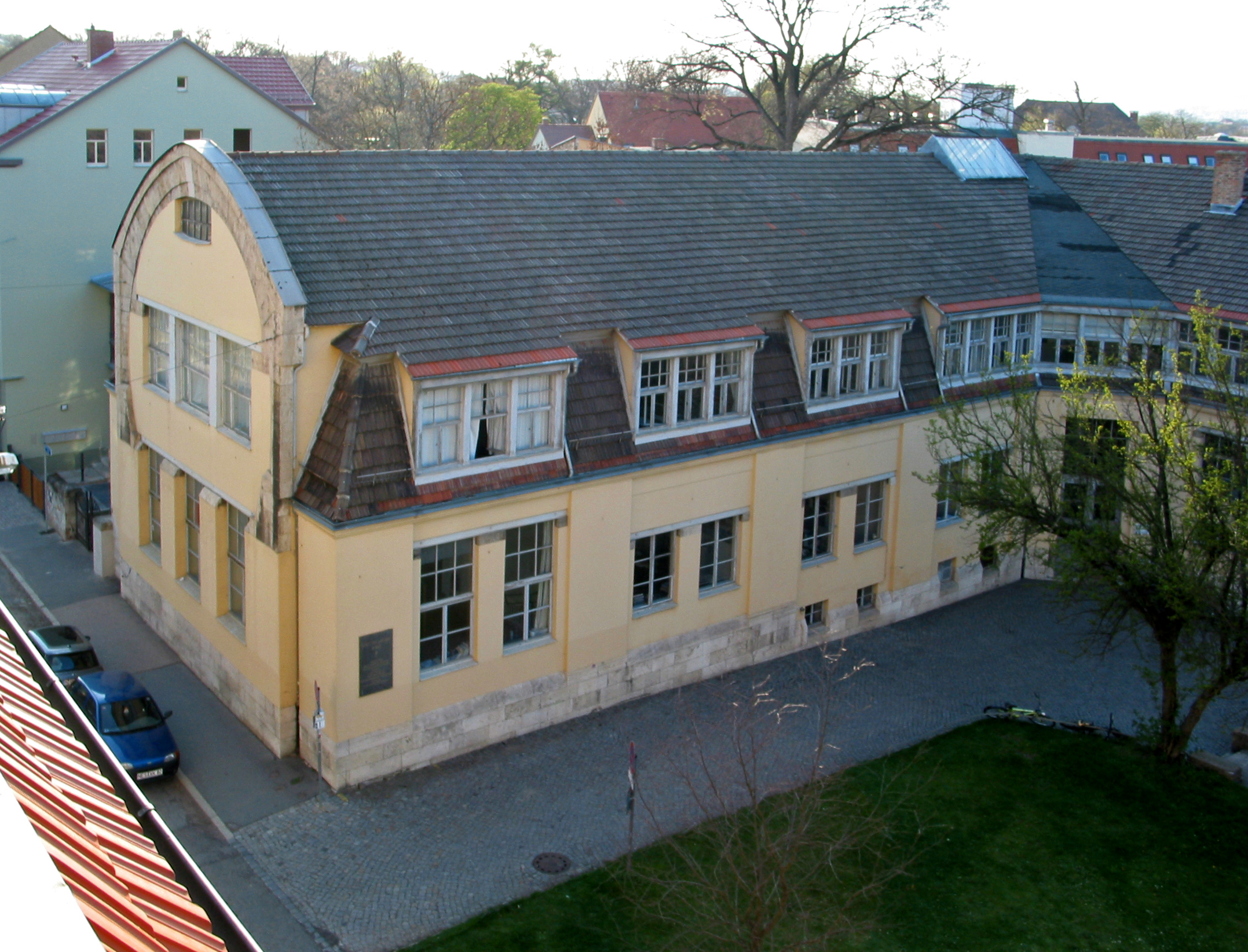
Die Fakultät Kunst und Gestaltung im Van-de-Velde-Bau

Die Fakultät Kunst und Gestaltung wurde 1993 als universitäre Ausbildungsstätte für Gestalter und Künstler im Freistaat Thüringen gegründet. Mit ihrem Lehrkonzept Weimarer Modell stellt sie die Projektarbeit in das Zentrum des Studiums und unterscheidet sich dadurch von den klassischen Kunstakademien und dem Studium in festen Klassensystemen. Inhalt von Lehre und Forschung an der Fakultät ist die Projektierung und Gestaltung menschlicher Lebensräume. Die Schwerpunkte liegen auf der Erkenntnis und Förderung kreativer Kräfte und der Suche nach Möglichkeiten ihrer praktischen Umsetzung.
Studierende der Fakultät Kunst und Gestaltung: 955 (Stand: Wintersemester 2021/2022)
Studiengänge:
- Freie Kunst (Diplom)
- Medienkunst/Mediengestaltung (Bachelor und Master of Fine Arts)
- Produktdesign (Bachelor und Master of Arts)
- Visuelle Kommunikation (Bachelor und Master of Arts)
- Lehramt an Gymnasien – Doppelfach Kunsterziehung (1. Staatsprüfung)
- Lehramt an Gymnasien – Zweitfach Kunsterziehung (1. Staatsprüfung)

Internationale Studiengänge:
- Public Art and New Artistic Strategies/Kunst im öffentlichen Raum und neue künstlerische Strategien (Master of Fine Arts)

Internationale Studienprogramme:
- Media and Art Design (Master of Fine Arts)

Promotion:
- Promotionsstudiengang Kunst und Design (Doctor of Philosophy / Ph.D. / Dr. phil.)

Die Fakultät Kunst und Gestaltung nutzt seit 1996 die Räumlichkeiten des ehemaligen Kunstgewerbeschulbaus (Van-de-Velde-Bau) als Atelier- und Unterrichtsräume. Nach einer zweijährigen Pause, in der der Van-de-Velde-Bau umfassend saniert wurde, dient das Gebäude seit April 2010 wieder als Sitz der Fakultät. Im November 2013 feierte die Fakultät ihr 20-jähriges Jubiläum mit der Festwoche „2G13“.

### Medien

Das Virtual Reality Labor des Fachbereichs Medieninformatik an der Fakultät Medien. Foto: Thomas Müller

Die Fakultät Medien ist die jüngste der vier Fakultäten der Bauhaus-Universität Weimar und setzt sich als Programm die Erforschung der digitalen Gegenwart und Zukunft sowie von Innovationen der Medienentwicklung. In der Lehre wie auch in der Forschung ist die Zielsetzung ein Dialog der geisteswissenschaftlich-literarischen mit der naturwissenschaftlich-technischen Kultur. Sie fördert den Austausch über die Fächergrenzen von Technik, Wissenschaft und Kunst hinweg. Forschung, forschungsnahe und projektförmige Lehre und interdisziplinäre Kooperation prägen das Selbstverständnis der Fakultät. Sie ist maßgeblich an den beiden universitätsweiten Forschungsschwerpunkten Digital Engineering und Kulturwissenschaftliche Medienforschung beteiligt.
Die Fakultät Medien umfasst drei Fachbereiche: Medienwissenschaft, Medieninformatik und Medienmanagement. Das Studium ist stark international ausgerichtet. Mehrere Studiengänge werden in englischer Sprache angeboten. Außerdem verfügt die Fakultät über ein deutsch-französisches Studienprogramm. Die Absolventen sind im Kultur- und Bildungsbereich tätig, in der IT, in Medienunternehmen und in Wissenschaft und Forschung. Im Oktober 2021 feierte die Fakultät Medien ihr 25-jähriges Bestehen.
Studierende der Fakultät Medien (inkl. des Studiengangs Digital Engineering): 758 (Stand: Wintersemester 2021/2022)
Studiengänge:
Fachbereich Medieninformatik:
- Informatik (Bachelor of Science), mit den Vertiefungsrichtungen Medieninformatik oder Security and Data Science

Internationale Studiengänge:
- Computer Science for Digital Media (Master of Science)
- Human-Computer Interaction (Master of Science)
- Digital Engineering (Master of Science), gemeinsam mit der Fakultät Bauingenieurwesen

Fachbereich Medienwissenschaft:
- Medienkultur (Bachelor of Arts)

- Medienwissenschaft (Master of Arts)

Fachbereich Medienmanagement:
- Medienmanagement (Master of Arts)

Studienprogramme:
- Filmkulturen – Extended Cinema (Master of Arts)

Internationale Studienprogramme:
- Europäische Medienkultur (mit Université Lyon Lumière 2: Bachelor of Arts, Licence en Information-Communication)

## Universitätsbibliothek

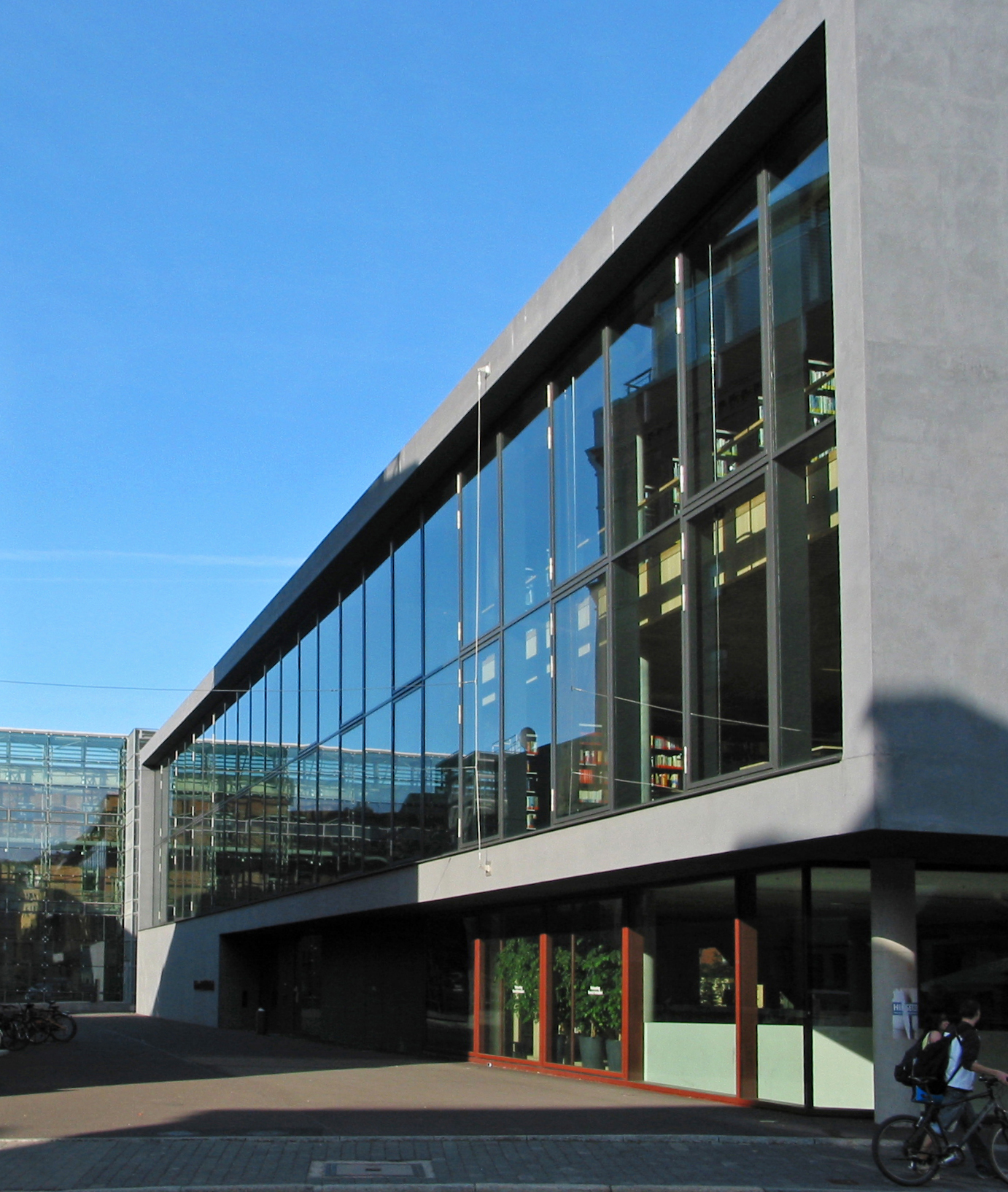
Die Universitätsbibliothek mit integriertem Audimax

Auf dem Grundstück eines ehemaligen Industrieareals in unmittelbarer Nähe zum historischen Zentrum Weimars nahe Frauenplan und Goethehaus eröffnete sich nach der deutschen Wiedervereinigung mit der Umnutzung des Geländes und dem damit verbundenen Abbruch der nicht erhaltenswerten Bausubstanz die Möglichkeit zur Errichtung eines neuen Bibliotheks- und Hörsaalgebäudes für die Bauhaus-Universität Weimar.
Nach der Auslobung eines Städtebauwettbewerbes im Jahre 1991 übernahm das Büro meck architekten (München) die Planungen für den Neubau. Im Jahre 2005 konnte die neue Universitätsbibliothek mit integriertem Audimax nach vierjähriger Bauzeit und einer Bausumme von 18 Mio. Euro eingeweiht werden. Das Gebäude erhielt 2006 den Thüringer Staatspreis für Architektur und Städtebau.
Direkt neben dem Neubau – und seit 2011 unterirdisch mit diesem verbunden – befindet sich das 1875 errichtete Limona-Gebäude (ehemalige Brauerei), das seit 1995 zu großen Teilen von der Bibliothek genutzt wird.

## Studentische Einrichtungen

### Marienstraße 18 (M18)
Die M18 ist Knotenpunkt der Studierendenschaft und der studentischen Selbstverwaltung.
In ihr befinden sich neben dem Büro des StudierendenKonventes (StuKo) Büros und Arbeitsräume von studentischen Initiativen. Die Räume im Erdgeschoss werden vom Café s140 genutzt, das ein stark frequentierter Treffpunkt im studentischen Alltag ist, sowie vom Laden Kontor&Stift. Beide sind als studentische Initiativen organisiert.

### Studentische Initiativen
In den Initiativen des StudierendenKoventes (StuKo) habe Studierende die Möglichkeit, sich ehrenamtlich in längerfristigen Projekten in die studentische Kultur in Weimar einzubringen. Initiativen können vom StuKo finanziell gefördert werden und stehen allen Studierenden zur Mitarbeit offen. Zu den Initiativen zählen u. a. ein Radiosender (bauhaus.fm), eine Selbsthilfe-Fahrradwerkstatt (Die Pumpe), mehrere Zeitschriften (eject, Horizonte, Port), ein Hackspace (Maschinenraum), ein Verlag (LUCIA), eine Plattform für künstlerische Diskurse und Ausstellungen (marke.6), unterschiedliche Veranstaltungsformate (Kamingespräche, Projektil, Spacekidheadcup) sowie mehrere Initiativen, die gemeinsame kreative Arbeit ermöglichen (Textilwerkstatt, Tonraum, E27).

### Studentenclubs
- Kasseturm, Deutschlands ältester Studentenclub
- Mascha Weimar, ehemals Projekt EINS (bis 2021)
- Studentenclub Schützengasse (bis 2013)

### Studentengemeinden
In Weimar sind die Evangelische und die Katholische Studentengemeinde „Thomas von Aquin“ sowie die Studenten für Christus (SfC) aktiv.

## Bekannte Dozenten
- Verena von Beckerath (* 1960), Architektin und Professorin für Entwerfen und Wohnungsbau (2016–)
- Wolfgang Christ (* 1951), Architekt und em. Professor für Entwerfen und Städtebau I (1994–2013)
- Andreas Garkisch (* 1967), Architekt und Professor für Entwerfen und Stadtarchitektur (2019–)
- Bernhard Klein (* 1953), Architekt und em. Professor für Entwerfen und Städtebau II (1997–2019)
- Johannes Kuehn (* 19??), Architekt und Professor für Entwerfen und Baukonstruktion (2016–)
- José Mario Gutierrez Marquez (* 19??), Architekt und Professor für Entwerfen und Raumgestaltung (20??–)
- Tim Simon-Meyer (* 1984), Architekt und Juniorprofessor für Konstruktives Entwerfen und Erproben (2023–)
- Karl-Heinz Schmitz (* 1949), Architekt und em. Professor für Entwerfen und Gebäudelehre (1993–2017)
- Walter Stamm-Teske (* 1948), Architekt und em. Professor für Entwerfen und Wohnungsbau (1993–2016)
- Dorothea Voitländer (* 1963), Architektin und Vertretungsprofessorin für Baugestaltung und Entwerfen (1995–1996)

## Bekannte Absolventen
- Max Liebermann (1847–1935), Maler
- Ludwig Hirschfeld-Mack (1893–1965), Maler und „Farblicht-Musiker“
- Ernst Neufert (1900–1986), Architekt
- Karl Neupert (1910–1991), Architekt, Raum- und Siedlungsplaner
- Rudolf Ortner (1912–1997), Architekt, Maler und Fotograf
- Irmgard Schwanitz (1930–1992), Architektin, Hochschullehrerin für Siedlungsplanung
- Rudolf Skoda (1931–2015), Architekt (Neues Gewandhaus zu Leipzig), Professor
- Klaus Uhlig (* 1932), Architekt und bildender Künstler
- Wolfgang Kil (* 1948), Architekt, Architekturkritiker und Publizist
- Michael Siebenbrodt (* 1951), Gründungsmitglied und 1. Vorsitzender Freundeskreis Bauhaus-Universität (2001–2017)
- Günther Krause (* 1953), EDV-Ingenieur und Politiker
- Sabine Bock (* 1954), Architekturhistorikerin, Denkmalpflegerin und Hochschullehrerin
- Heike Hanada (* 1964), Architektin
- Heinzz Flottran (* 1965), Maler, Bildhauer und Grafiker
- Erik Buchholz (* 1969), Maler
- Marcus Urban (* 1971), Fußballspieler
- Katrin Heesch (* 1973), Künstlerin
- Bas Böttcher (* 1974), Lyriker, Medienkünstler
- Matthias Tanzmann (* 1977), DJ und Musikproduzent
- Falk Lehmann (* 1977), Künstler
- Andreas Jancke (* 1978), Schauspieler
- Arta Jakupi (* 1979), Hochschullehrerin für Architektur
- Nazan Gökdemir (* 1980), Journalistin
- Alin Coen (* 1982), Musikerin
- Nora Binder (* 1984), Schauspielerin
- Marc Jung (* 1985), Künstler
- Clarissa Corrêa da Silva (* 1990), Fernsehmoderatorin und Redakteurin